# Sphagnum brevirameum
Sphagnum brevirameum är en bladmossart som beskrevs av Georg Ernst Ludwig Hampe 1875. Sphagnum brevirameum ingår i släktet vitmossor, och familjen Sphagnaceae. Inga underarter finns listade i Catalogue of Life.